# Urząd do Spraw Wyznań
Urząd do Spraw Wyznań – jednostka administracji państwowej Polskiej Rzeczypospolitej Ludowej podlegająca bezpośrednio Prezesowi Rady Ministrów, powołana ustawą z dnia 19 kwietnia 1950 roku o zmianie organizacji naczelnych władz państwowych w zakresie gospodarki komunalnej i administracji publicznej, po podpisaniu porozumienia z 14 kwietnia między rządem a Episkopatem Polski. 27 maja 1950 roku nadano Urzędowi tymczasowy statut. Urząd został zlikwidowany przez Sejm ustawą z dnia 23 listopada 1989 roku zmieniającą ustawę o zmianach w organizacji oraz zakresie działania niektórych naczelnych i centralnych organów administracji państwowej, a jego zadania przejął ówczesny Urząd Rady Ministrów.

## Struktura
Wydziały:
- ogólny
- wyznania rzymskokatolickiego
- wyznań nierzymskokatolickich

Samodzielne referaty:
- nadzoru stowarzyszeń wyznaniowych
- nadzoru Funduszu Kościelnego (powołanego 20 marca 1950, włączonego w struktury Urzędu).

Urząd miał swoje komórki na szczeblu wojewódzkim (Wydziały do Spraw Wyznań), a do 1957 także powiatowym i miejskim.

## Zadania
Urząd był częścią aparatu kontroli i represji państwa wobec kościołów i związków wyznaniowych. Współpracował w tym celu z niemal wszystkimi ministerstwami, w tym: z Ministerstwem Oświaty (nauczanie religii, szkół wyznaniowych, seminariów duchownych), Ministerstwem Finansów (polityka podatkowa), Ministerstwo Budownictwa (budownictwo sakralne). Ściśle współpracował także ze Służbą Bezpieczeństwa.

## Szefowie Urzędu
- 1950–1954 – Antoni Bida – dyrektor
- 1954–1955 – Jan Izydorczyk – dyrektor
- 1955–1956 – Marian Zygmanowski – dyrektor[7]
- 1956–1961 – Jerzy Sztachelski – dyrektor (jednocześnie minister bez teki[8])
- 1961–1965 – Tadeusz Żabiński – dyrektor
- 1967–1974 – Aleksander Skarżyński – kierownik
- 1974–1980 – Kazimierz Kąkol – minister-kierownik
- 1980–1982 – Jerzy Kuberski – minister-kierownik
- 1982–1987 – Adam Łopatka – minister-kierownik
- 1987–1989 – Władysław Loranc – minister-kierownik

## Inni czołowi funkcjonariusze Urzędu
- Serafin Kiryłowicz – naczelnik Wydziału Wyznań Nierzymskokatolickich (1950–1959 i 1965–1971), naczelnik Wydziału Ogólnego (1959–1962), naczelnik Wydziału Zakonów (1962–1965)
- Józef Siemek – zastępca dyrektora od 1950[9]
- Jan Lech – zastępca dyrektora do 1962[10]
- Edward Kotowski – dyrektor Wydziału Wyznania Rzymskokatolickiego od 1984[11]
- Aleksander Merker – zastępca dyrektora (1972–1983), dyrektor generalny (1983–1989)

W Urzędzie do Spraw Wyznań pracował w latach sześćdziesiątych były zakonnik Jan Wierusz-Kowalski.